# Tripp County
Tripp County ist ein County im Bundesstaat South Dakota der Vereinigten Staaten. Das U.S. Census Bureau hat bei der Volkszählung 2020 eine Einwohnerzahl von 5624 ermittelt. Der Verwaltungssitz (County Seat) ist Winner.

## Geographie
Das County hat eine Fläche von 4189 Quadratkilometern; davon sind 10 Quadratkilometer (0,24 Prozent) Wasserflächen.

## Geschichte
Das County wurde am 8. Januar 1873 gegründet und die Verwaltungsorganisation am 15. Juni 1909 abgeschlossen. Es wurde nach Bartlett Tripp benannt, der oberster Richter des Dakota-Territoriums und Botschafter in Österreich-Ungarn war.

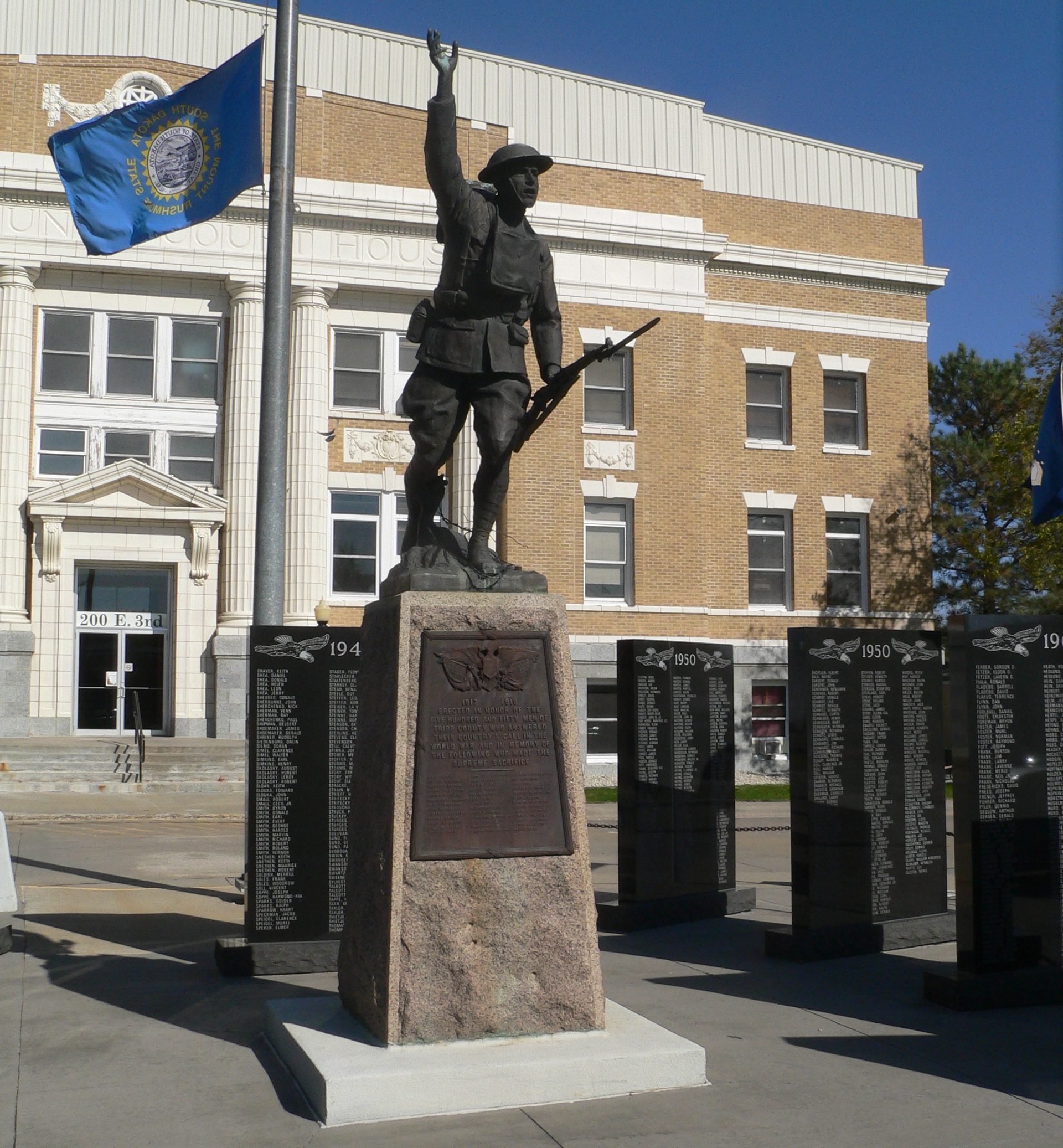
Das Tripp County Veteran’s Memorial ist einer von fünf Einträgen des Countys im NRHP.

Fünf Bauwerke des Countys sind im National Register of Historic Places (NRHP) eingetragen (Stand 9. August 2018).

## Bevölkerungsentwicklung

Alterspyramide des Tripp Countys

## Städte und Gemeinden

### Städte (cities)
- Colome
- Winner

### Gemeinden (towns)
- New Witten

### Census-designated places
- Hamill

### Townships
Der Bezirk ist in 48 Townships eingeteilt: Banner, Beaver Creek, Black, Brunson, Bull Creek, Carter, Colome, Condon, Curlew, Dog Ear, Elliston, Greenwood, Holsclaw, Huggins, Ideal, Irwin, Jordan, Keyapaha, King, Lake, Lamro, Lincoln, Lone Star, Lone Tree, McNeely, Millboro, Pahapesto, Plainview, Plasant Valley, Pleasant View, Progressive, Rames, Rosedale, Roseland, Star Prairie, Star Valley, Stewart, Sully, Taylor, Valley, Weaver, Willow Creek, Wilson, Witten, Wortman und Wright; sowie ein unorganisiertes Territorium: Gassman.